# Niechorze
Niechorze [ɲɛˈxɔʐɛ] (tiếng Đức: Horst)  là một ngôi làng ở quận hành chính của Gmina Rewal, trong Gryfice County, Zachodniopomorskie, ở tây bắc Ba Lan. Nó nằm giữa biển Baltic ở phía bắc và hồ Liwia Łuża ở phía nam. Nó nằm khoảng 4 kilômét (2 mi)   phía đông của Rewal, 22 km (14 mi)p hía bắc Gryfice và 82 km (51 mi) về phía đông bắc của thủ đô khu vực Szczecin. 

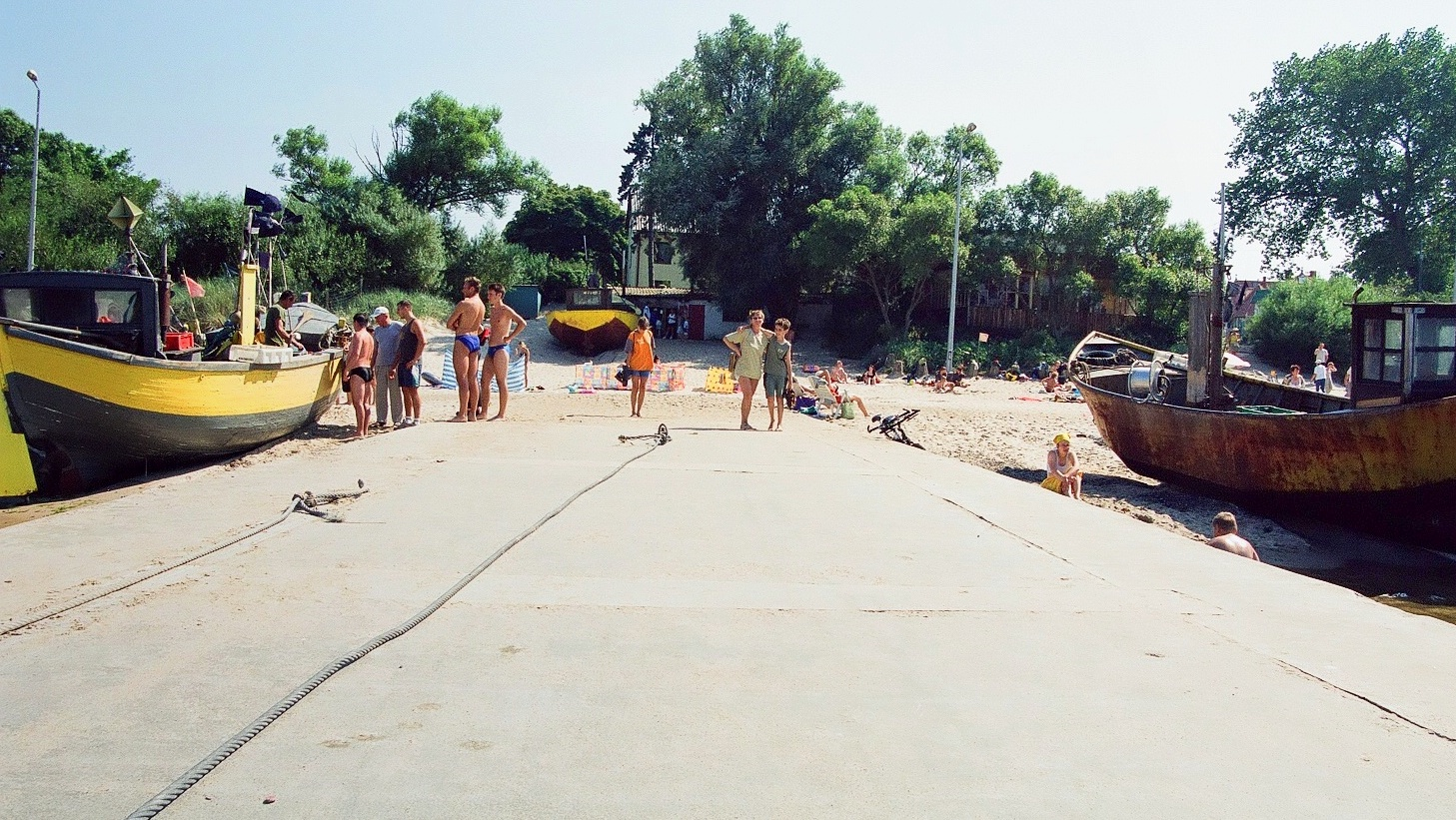

Làng có dân số 904.

## Lịch sử
Lúc đầu Horst (Niechorze) là một thị trấn đánh cá nhỏ. Năm 1866, một ngọn hải đăng lớn đã được xây dựng, vẫn còn tồn tại. Sự phát triển của khu định cư bắt đầu vào năm 1870. Năm 1889 đã có 700 người sống ở Horst. Vào ngày 1 tháng 7 năm 1896, một tuyến đường sắt khổ hẹp đã được mở kết nối Niechorze với Greifenberg. Vào ngày 1 tháng 5 năm 1913, đường dây được mở rộng đến Fischerkaten và Treptow. Những kết nối này đã giúp mở rộng làng. Một số túp lều của ngư dân thế kỷ 18 và 19 vẫn còn tồn tại, mặc dù những nơi này đang bị phá hủy để tạo không gian cho khách sạn.